# Vuurtoren van Happisburgh
Happisburgh Lighthouse is een vuurtoren die zich bevindt in Happisburgh, een plaats gelegen in het Engelse district North Norfolk, een bestuurlijk gebied dat deel uitmaakt van het graafschap Norfolk. Het is de oudste vuurtoren in de regio East-Anglia die nog in dienst is. Het is ook de enige werkende vuurtoren in Groot-Brittannië die door een private vennootschap wordt beheerd. De vuurtoren vormde samen met het in 1883 afgebroken lagergelegen licht een lichtlijn die een veilige route aangaf voor schepen die rond het zuidelijke uiteinde van de Haisborough Sands voeren, een 16 km lange en 1,6 km brede zandbank die evenwijdig aan de kust van Norfolk loopt.

## Kenmerken en uitrusting

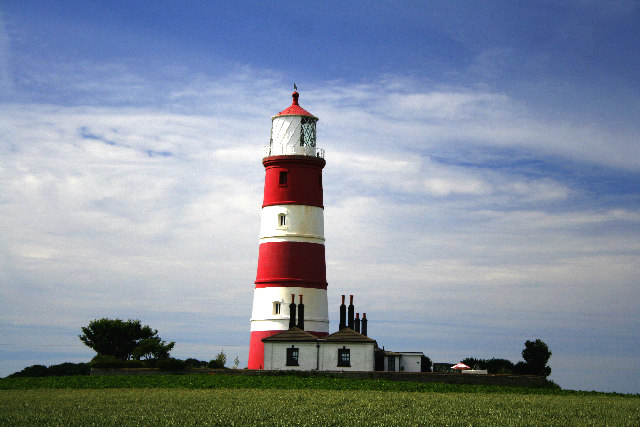
Zicht op de vuurtoren en de twee verblijven voor de wachters.

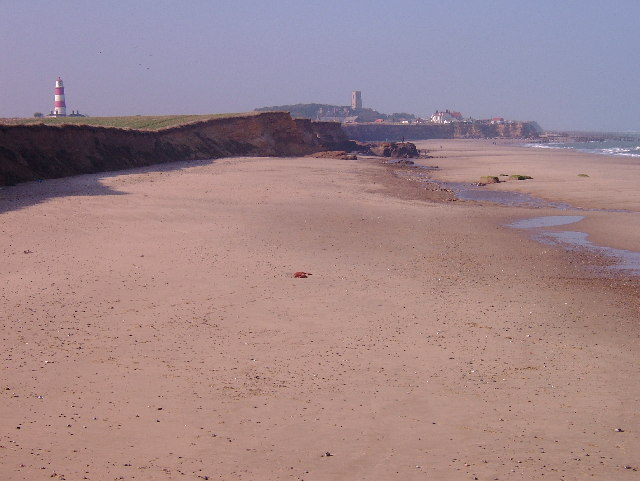
De ronde bakstenen vorm bovenaan in de foto (rechts van het midden) vormt het restant van het lage licht op het strand van Happisburgh.

De 26 meter hoge toren werd opgetrokken uit baksteen. Het witte bouwwerk werd voorzien van drie rode banden. Rond het lichthuis bevindt zich een galerij. De dienstruimte onder het lichthuis is bereikbaar via een trap met 96 treden. In het totaal telt de toren 112 traptreden. In de dienstruimte bevindt zich een lichtsensor die het licht ontsteekt bij het invallen van de duisternis of bij donkere weersomstandigheden.
Het licht, dat wordt gegenereerd door een gloeilamp met een vermogen van 500 watt en zich 41 meter boven het zeeniveau bevindt, wordt gebundeld door een vast lenzenstelsel van de 1ste orde dat zowel reflecterende als brekende onderdelen bevat. Deze installatie bevindt zich in het lichthuis boven de dienstruimte. Om de 30 seconden geeft de lichtbron drie witte flitsen, die zichtbaar zijn tot op een afstand van 18 zeemijl. De tijd tussen elke flits bedraagt telkens 1,5 seconde. Het licht heeft een sterkte van 58 500 candela.
De toren is uitgerust met een lampenwisselaar. Wanneer het hoofdlicht defect raakt wordt het weggedraaid en vervangen door een reservelamp van 250 watt. Bij stroomuitval zorgen accu's er voor dat de toren verlicht blijft. Met het in de accu's aanwezige vermogen kan de toren elf dagen zonder netspanning in dienst blijven.

## Geschiedenis

### Oprichting en indienststelling
Trinity House, de vennootschap die verantwoordelijk is voor de navigatiemiddelen in Engeland, Wales, Gibraltar en de Kanaaleilanden besliste in 1789 om twee vuurtorens op te richten in Happisburgh. Deze maatregel werd genomen nadat 70 zeilschepen waren vergaan en 600 bemanningsleden het leven hadden gelaten in een zeer zware winterstorm. Om het gebrek aan navigatielichten aan de Norfolkse kust tussen de bakens van Cromer en Winterton-on-Sea te compenseren werd, dicht bij de kust, een lagergelegen licht (low light) opgericht. Dit licht werd vergezeld van een hogergelegen licht (high light), dat zich ongeveer 366 meter verder in het binnenland bevond. Op 1 januari 1791 werden bij het vallen van de avond de beide lichthuizen van de torens voor de eerste maal verlicht door een groot aantal kaarsen. Schippers konden nu de gevaarlijke zandbank Haisborough Sands vermijden door er voor te zorgen dat de twee lichten tijdens het navigeren verticaal boven elkaar zichtbaar bleven.

### Verdere modernisering
In 1801 namen olielampen de plaats in van de kaarsen. Het licht van deze nieuwe lichtbronnen werd gebundeld door gepolijste spiegels. Omdat het licht in de torens vanuit alle hoeken vanop zee zichtbaar moest zijn werd het raamwerk waarin het glas van het lichthuis vervat zat in 1863 vernieuwd en diagonaal uitgevoerd.
In 1865 kwamen er op het domein twee grote gastanks. Hierin werd het gas bewaard dat bestemd was voor de nieuwe branders in de torens. Het gas werd ter plaatse uit gaskool aangemaakt omdat het niet kon aangevoerd worden.
De zichtbaarheid van het hoge licht werd opgevoerd tot 17 mijl (27,35 km) en het lage licht werd zichtbaar tot op 15 mijl (24 km) toen beide torens in 1868 werden uitgerust met een vaste uit glas vervaardigde optiek die bestond uit een centraal gemonteerde lens met daarrond een aantal prisma's.

### Uitschakeling van het lage licht en aanpassingen aan de overblijvende toren
Het lage licht werd in 1883 afgebroken omdat het door de kusterosie in zee dreigde terecht te komen. Het lichtkarakter van de overblijvende vuurtoren, het latere Happisburgh Lighthouse, werd aangepast. Het licht werd telkens na een brandtijd van 25 seconden voor 5 seconden gedoofd. In 2008 waren de overblijfselen van het lage licht op het strand nog steeds aanwezig.
In 1884 kreeg het bouwwerk een nieuw dagmerk om verwarring met de toren van Winterton-on-Sea te vermijden: de witte toren werd voorzien van drie rode banden. In 1919 rustte Trinity House de toren uit met lampen gevoed werden met paraffineolie en in 1929 werd overgeschakeld op een brander die werkte op acetyleengas. Omdat deze lichtbron minder onderhoud behoefde, werden de vuurtorenwachters van hun dienst ontheven en hun voormalige verblijven verkocht aan particulieren.
De toren werd uitgerust met een elektrische installatie in 1947. Een gloeilamp met een vermogen van 500 watt diende als hoofdlicht en genereerde om de 30 seconden drie witte flitsen. Indien dit hoofdlicht defect raakte nam een acetyleenlicht de functie over.

### Overname doorThe Happisburgh Lighthouse Trust
In 1988 kondigde Trinity House aan dat de vuurtoren van Happisburgh op 13 juni 1988 zou worden uitgeschakeld. Door de evolutie op het gebied van navigatietechnieken kon de vennootschap naast een aantal kleinere lichten en boeien ook vier lichtschepen en vijf vuurtorens buiten dienst stellen,
De door een lokale bewoner opgerichte actiegroep Friends of the Happisburgh Lighthouse organiseerde een petitie en Trinity House ging akkoord om het uitschakelen uit te stellen. Op 25 april 1990 gaf het Britse Parlement de toelating aan Happisburgh om een lokale, private beheersvennootschap op te richten, een zogenaamde local light authority. Hierdoor kon Trintity House haar bevoegdheid voor de vuurtoren op een legale manier overdragen aan deze nieuwe plaatselijke vuurtorenautoriteit die de naam The Happisburgh Lighthouse Trust meekreeg en het beheer van de toren overnam. Deze lokale vennootschap stelt de toren ook op bepaalde dagen tijdens het zomerseizoen open voor het publiek.

## Geregistreerde monumenten
De vuurtoren en de twee bijhorende wachtershuizen werden op 11 mei 1978 ingeschreven op de Statutory List of Buildings of Special Architectural or Historic Interest als grade II listed buildings, wat betekent dat ze worden beschouwd als gebouwen met een belangrijke architecturale en geschiedkundige waarde die in de hun bestaande toestand moeten bewaard blijven.